# Estelionato
Estelionato (do latim tardio stellionātu, «engano; logro») é capitulado, segundo o código penal brasileiro, como crime contra o patrimônio (Título II, Capítulo VI, Artigo 171), sendo definido como "obter para si ou para outrem vantagem ilícita em prejuízo alheio, induzindo ou mantendo alguém em erro, mediante artifício, ardil ou qualquer outro meio fraudulento."
Vale a ressalva de que, para que exista o delito de estelionato, faz-se mister a existência dos quatro requisitos citados no artigo acima mencionado: obtenção de vantagem, causando prejuízo a outrem; para tanto, deve ser utilizado um ardil, induzindo alguém a erro. Se faltar um destes quatro elementos, não se completa tal figura delitiva, podendo, entretanto, formar-se algum outro crime. Alguns golpes comuns que são enquadrados como estelionato são o golpe do bilhete premiado e o golpe do falso emprego.
O crime de estelionato atenta contra o patrimônio. Pode ser praticado por qualquer pessoa que tenha a intenção de induzir (criar situação que leva a vítima a errar) ou manter (a vítima estava no erro e o agente nada fez para mudar) outra em desvantagem.
O estelionato é crime predominantemente de resultado. O agente deve, imprescindivelmente, obter vantagem ilícita e este prejuízo pode ser a pessoa diversa da vítima, porém deve ser pessoa determinada. Caso vise a pessoa indeterminada, caracterizará crime contra economia popular.
É crime doloso, não havendo forma culposa. Há aumento na pena caso seja cometido contra entidade de direito público ou instituto de economia particular, assistência social ou beneficência.

## Elementos Principais do Tipo Penal
Sujeito Ativo: aquele que induz ou mantém a vítima em erro, através de fraude, ardil ou outro artifício; nas modalidades previstas no § 2º do Artigo 171, é preciso que o sujeito ativo seja pessoa envolvida em algum negócio ou o dono, ou legítimo possuidor, de determinada coisa;
Sujeito passivo: aquele que está sendo enganado, ludibriado e na iminência de sofrer um prejuízo patrimonial; nas modalidades previstas no § 2º do Artigo 171, é preciso que o sujeito passivo seja pessoa envolvida no negócio, transação ou relação contratual;
Conduta típica: é o agir no sentido de enriquecer às custas de uma fraude, um engodo, capaz de manter a vítima em erro;
Meios executórios: são todos os elementos ou artifícios necessários para sustentar a fraude e manter a vítima em erro;
Objeto jurídico: é o patrimônio da vítima, diretamente, enquanto que, em segundo plano, indiretamente, é a segurança jurídica do Estado.

## Alienação ou oneração fraudulenta de coisa própria
Nasce tal ilícito com o recebimento do preço (venda), da coisa (permuta) ou do primeiro aluguel (locação), com a quitação (dação em pagamento), com o recebimento do empréstimo (dação em garantia) ou do objeto almejado pelo criminoso, mesmo que não tenha ocorrido a tradição do bem móvel e a transcrição do bem imóvel.
Comete o crime de estelionato, na modalidade alienação ou oneração fraudulenta de coisa própria, como previsto no Inciso II do §2 do Artigo 171 do Código Penal,  aquele que, omitindo a existência de ônus sobre o imóvel, induz a vítima a adquiri-lo, obtendo vantagem ilícita com a negociação, consistente em indevida comissão.
Conquanto se trate de crime próprio quanto ao sujeito ativo (dono da coisa), essa especial qualidade do agente é circunstância elementar do tipo penal, que se comunica, pois, nos termos do art. 30 do Código Penal, ao corretor que contribuiu para que outrem venda coisa própria gravada de ônus.

## Defraudação de penhor
A defraudação pode ocorrer mediante alienação (venda, doação, etc.) ou por outro modo, como, por exemplo, por destruição, desmanche, abandono, ocultação, etc., podendo, inclusive, ser uma defraudação parcial (exemplo: devedor que vende parte do gado garantido como penhor em contrato mercantil).
A consumação ocorre com a efetiva alienação ou destruição da garantia (efetiva defraudação), sendo a tentativa plenamente possível.
Deve existir o dolo do agente, consubstanciado na vontade livre e consciente do agente em defraudar a garantia mediante alienação não consentida pelo credor ou por outro modo (sendo importante reiterar: por destruição, desmanche, abandono, ocultação, etc.).

## Fraude na entrega de coisa
O delito de fraude na entrega da coisa pressupõe que haja uma situação jurídica entre duas partes, sendo que uma tem o dever de entregar objeto, móvel ou imóvel a outra; porém, de alguma forma o modifica fraudulentamente, causando prejuízos à outra parte.

## Estelionato em Crime Material
O inciso V do §2º do artigo 171 do Código Penal prevê ser típica a conduta daquele que “destrói, total ou parcialmente, ou oculta coisa própria, ou lesa o próprio corpo ou a saúde, ou agrava as consequências da lesão ou doença, com o intuito de haver indenização ou valor de seguro”.
Não é necessário de fato conseguir o pagamento do seguro para que seja configurado o crime, pois o inciso V do § 2º é um crime material, sendo que basta que ocorra a automutilação, combinada com a intenção de obter a vantagem indevida, para que seja configurado crime.
Sebástian Borges de Albuquerque Melo, em seu artigo sobre a autolesão destaca que a tipificação penal pode ferir o princípio da lesividade, criminalizando a autolesão e não protegeria o patrimônio alheio. Outro princípio basilar do direito penal que é posto em xeque pelo autor é o princípio da intervenção mínima, o qual determina que o direito penal deve ser aplicado apenas em casos em que os meios extrapenais não são suficientes para corrigir o delito. O Código Civil, ao tratar sobre contratos de seguro, dispõe no artigo 762 que será nulo “o contrato para garantia de risco proveniente de ato doloso do segurado, do beneficiário ou do representante de um ou de outro".

## Fraude no pagamento por meio de cheque
É a última das modalidades do crime de estelionato, e como as outras, obriga a demonstração do dolo. O agente tem a intenção de causar prejuízo à terceiro, quando emite um cheque, que sabe não conter suficiente provisão de fundos e mediante fraude, induz o beneficiário a erro, e o faz acreditar que receberá aquele valor.

## Estelionato Privilegiado
Se o réu é primário e/ou o prejuízo é pequeno permite-se a substituição da pena de reclusão pela pena de detenção. Diz-se de pequeno valor o prejuízo que não excede o valor de um salário mínimo.

## Alterações da Lei 13.964/2019 (Pacote Anticrime)
A Lei 13.964/2019 (Pacote Anticrime), introduziu ao art. 171 o § 5º, bem como os incisos I, II, III, e IV a este último.
Em síntese, a alteração legislativa definiu que a ação penal será, em regra, pública condicionada à representação em todas as modalidades de estelionato. 
Quando se fala em ação penal pública, fala-se que o crime é perseguido pelo Ministério Público, mediante oferecimento de denúncia. Já condicioná-la à representação, significa dizer que o Ministério Público apenas oferecerá denúncia quando a vítima quiser que o autor seja denunciado, isto é, somente se procede à denúncia do autor mediante representação da vítima.
A exceção da regra no crime de estelionato se dá quanto às características da vítima. A ação penal pública será incondicionada (independe de representação) quando a vítima for a Administração Pública, direta ou indireta; criança ou adolescente; pessoa com deficiência mental; ou maior de 70 (setenta) anos de idade ou incapaz.

## O elemento da “Torpeza Bilateral"
Pode ser definida como “o desejo de ambas as partes obterem um fim ilícito”. Dessa forma, especificamente no direito penal e no caso do crime de estelionato, a fraude que utilizada para enganar a vítima é baseada em um negócio ilícito.
Um exemplo típico dado pelos doutrinadores é quando a vítima do estelionato adquire uma “máquina de fazer dinheiro”, pensando que realmente pode fazer dinheiro. Esta só percebe que caiu em um golpe quando, após verificar o “funcionamento da máquina” na presença do estelionatário, leva o aparelho para casa e este não funciona como “deveria”.
No direito penal entende-se que a conduta ilícita da vítima é irrelevante para a configuração do delito de estelionato, uma vez que o próprio intuito da norma é proteger o patrimônio da vítima, que no caso é o bem jurídico tutelado neste tipo penal.
A jurisprudência da matéria é farta, colhe-se alguns exemplos:
- “A simples mentira, mesmo verbal, mas que leve a vítima a erro, pode configurar” (STF, RTJ 100/598; (TACrSP, julgados 70/311; TJSC, RT 541/429).
- “A utilização de papel-moeda grosseiramente falsificado configura, em tese, o crime de estelionato, da competência da Justiça Estadual” (STJ, Súmula 73; STJ, CComp 6.895, 14.3.94, p. 4468, in RBCCr 6/[1]233).

Existem posições divergentes que entendem a torpeza bilateral como elemento desconstituidor do fato típico. Essa corrente aponta uma possível problemática, no caso do estelionato com torpeza bilateral, na relação entre a abordagem do caso nas esferas penal e civil. Isso já que o entendimento na esfera penal é de que a torpeza bilateral não desconfigura o delito de estelionato, sendo protegido o patrimônio da vítima, mas o Direito Civil possui a noção de que “ninguém pode se valer da própria torpeza” (''nemo auditur propriam turpitudinem allegans''), logo nenhuma das partes poderia buscar anulação do negócio ou indenização. 
Essa posição defende que o bem jurídico tutelado pela criminalização do estelionato não é apenas o patrimônio da vítima, mas também a própria segurança das relações jurídicas. Como o Código Civil define que a validade de um negócio jurídico requer objeto lícito (Art. 104, II, CC), a torpeza bilateral não seria tutelável na esfera Civil, inexistindo o negócio. O Supremo Tribunal de Justiça, no Recurso Especial nº 1.117.131 - SC, declara que “A responsabilidade civil independe da criminal, sendo também de extensão diversa o grau de culpa exigido em ambas as esferas. Todo ilícito penal é também um ilícito civil, mas nem todo ilícito civil corresponde a um ilícito penal”. No caso da torpeza bilateral, trata-se, dentro do entendimento doutrinário e jurisprudencial atual, de um ilícito penal que não corresponde a um ilícito civil.
A tendência atual em tribunais brasileiros de condenar ações por estelionato ainda que presente e caracterizada a torpeza bilateral, sob o entendimento de que a vontade da vítima não é elemento de tipo, é diferente de entendimentos que houve no passado do ordenamento jurídico brasileiro. Em 1951 o STF decidiu, no Habeas Corpus 31779, pela impossibilidade da instauração de ação penal quando verificada a existência da torpeza bilateral. Já em decisões posteriores, como o Habeas Corpus 65186, de 1987, o entendimento passa a ser de que a boa-fé da vítima não é elemento de tipo previsto no Art. 171 do Código Penal.
Em decisões mais recentes, encontra-se solidificado o entendimento de que a torpeza bilateral não desconstitui o delito de estelionato, apesar de influenciar na fixação da pena. O Tribunal de Justiça de Rondônia (TJ-RO), na decisão da apelação 0000616-13.2019.822.004, aponta que “a existência de ‘torpeza bilateral’ não torna lícita a conduta do estelionatário; deve, no entanto, o comportamento torpe da vítima ser considerado em favor do réu para a fixação da pena”.
Na esfera civil, a jurisprudência demonstra o entendimento de que a torpeza bilateral leva à invalidade do negócio jurídico, não havendo assim possibilidade de indenização. Um exemplo é a decisão do Tribunal de Justiça do Rio Grande do Sul (TJ-RS), na apelação cível 0013123-65.2017.8.21.7000.

## Em Portugal
Em Portugal este crime denomina-se "Burla". Artigos 217.º e 218.º do Código Penal Português.